# 島崎遥香
島崎 遥香（しまざき はるか、1994年〈平成6年〉3月30日 - ）は、日本の女優、YouTuber。女性アイドルグループAKB48の元メンバー。
埼玉県出身。ビッグアップル所属。

## 来歴

### 2009年
- 9月20日、『AKB48 第六回研究生（9期生）オーディション』に合格した[3]。

### 2010年
- 5月から6月にかけて実施された『AKB48 17thシングル 選抜総選挙』では研究生としては最上位の28位にランクインし、同じ研究生の山内鈴蘭とともにアンダーガールズ（22位から40位）に選ばれる[4]。
- 12月8日、『AKB48劇場5周年特別記念公演』において、同期である大場美奈・島田晴香・竹内美宥・永尾まりや・中村麻里子・森杏奈・山内鈴蘭とともに正規メンバーへ昇格することが発表される[5]。

### 2011年
- 6月6日、TOKYO DOME CITY HALLで開催された『「見逃した君たちへ」〜AKB48グループ全公演〜』・ひまわり組 1st Stage「僕の太陽」公演において、チーム研究生に留め置かれていた他の正規メンバーとともに「チーム4」を結成することが発表され[6]、10月10日にチーム4 1st Stage「僕の太陽」公演のスターティングメンバーとしてチーム4での活動を開始する[7]。

### 2012年
- 3月24日、『業務連絡。頼むぞ、片山部長! inさいたまスーパーアリーナ』2日目の公演において、5月23日発売の26thシングル「真夏のSounds good !」に初めて選抜メンバーになることが発表される[8]。
- 3月25日、コンサート『業務連絡。頼むぞ、片山部長! inさいたまスーパーアリーナ』3日目公演においてAKSからビッグアップルへの事務所移籍打診があったことが発表される[9][注 1]。
- 5月から6月にかけて実施された『AKB48 27thシングル 選抜総選挙』（6月6日開票）では23位にランクインし、アンダーガールズに選ばれる[10]。
- 8月24日、『AKB48 in TOKYO DOME 〜1830mの夢〜』初日の公演で行われたチーム再編（組閣）発表において、当時所属していたチーム4の解体が発表され、チームBに異動することが発表される（11月1日、正式にチームBに異動）[11][12]。
- 9月18日、日本武道館で開催された『AKB48 29thシングル選抜じゃんけん大会』では優勝し、初めてセンターポジションを担当することになる[13]。このことがきっかけで「次期エース候補」と報道されるなど、世間の注目を集めることとなる[14]。
- 11月3日、チームBウェイティング公演のスターティングメンバーとしてチームBでの活動を開始する[15]。
- 12月5日、初めてセンターポジションを担当する29thシングル「永遠プレッシャー」が発売される[16]。

### 2013年
- 5月から6月にかけて実施された『AKB48 32ndシングル 選抜総選挙』では12位となり、総選挙による選抜メンバーに初めて入る[17]。
- 12月10日、ニホンモニターによる「2013年タレントCM起用社数ランキング」で、女性タレント部門で6位タイにランクインし、11社[注 2] のCMに起用されたと発表される[19]。ランキング発表当時のAKB48在籍メンバーとしては最多起用社数を記録する[19]。

### 2014年
- 2月24日、Zepp DiverCityで開催された「AKB48グループ大組閣祭り」において、チームAへの異動が発表される[20][21]。
- 4月25日、チームA 7th Stage「恋愛禁止条例」公演のスターティングメンバーとしてチームAでの活動を開始する[22]。
- 5月から6月にかけて実施された『AKB48 37thシングル 選抜総選挙』において7位となり、選抜メンバーに入る[23]。
- 12月11日、ニホンモニターによる「2014年タレントCM起用社数ランキング」で、女性タレント部門で3位タイにランクインし12社のCMに起用されたと発表される[24]。ランキング発表当時のAKB48在籍メンバーとしては最多起用社数を記録する[24]。
- 12月16日、東京ドームシティホールで行われた『第4回AKB48紅白対抗歌合戦』において、AKB48メンバーから7人が選抜されて結成された新ユニット「ニャーKB with ツチノコパンダ」への参加が発表される[25]。

### 2015年
- 4月8日、参加ユニット「ニャーKB with ツチノコパンダ」がアニメ『妖怪ウォッチ』（テレビ東京）のエンディングテーマ「アイドルはウーニャニャの件」でシングルCDデビューする[26]。
- 5月から6月にかけて実施された『AKB48 41stシングル 選抜総選挙』において9位となり、選抜メンバーに入る[27][28]。
- 7月31日、Twitterアカウントを開設。8月1日午前0時36分の初ツイート「Twitter、はじめました」に約2時間で6,000リツイートを超え、ツイート開始1日でフォロワー数は10万人を突破する[29][30]。
- 8月7日、喘息による体調不良を理由に当面の間、休養することをTwitterで明らかにする[31]。
- 9月13日、フランス・パリで開催されている第21回エトランジェ映画祭で主演作『劇場霊』が招待作品として上映され、舞台あいさつに立ち、約1か月ぶりに仕事に復帰[32]。
- 9月23日、『ミュージックステーション10時間スペシャル』（テレビ朝日）に生放送出演し、音楽活動を再開したが[33]、同月30日にはまた「数日間は病院でお休みする」と発表。
- 11月15日、アルバイト求人情報サイト「バイトル」とAKB48グループのコラボレーションである「バイトAKB」企画の第2弾「バイトAKB ぱるる選抜」のプロデューサーに島崎が就任することが記者会見で発表された[34][35]。

### 2016年
- 5月から6月にかけて実施された『AKB48 45thシングル 選抜総選挙』において8位となり、選抜メンバーに入る[36]。
- 9月15日に行われた『AKB48グループ同時開催コンサートin横浜〜今年はランクインできました祝賀会〜』において、AKB48の46枚目のシングル「ハイテンション」（11月16日発売）でセンターを務めることが発表される[37]。
- 10月3日、「バイトルNEXT」の新CM発表会において、2016年12月31日をもってAKB48を卒業することを発表した[38]。
- 12月26日、AKB48劇場において卒業公演開催[39]。
- 12月31日、『第67回NHK紅白歌合戦』をもってAKB48を卒業[40]。番組企画として行われた「AKB48 夢の紅白選抜」ではAKB48所属メンバーとしては最高順位となる3位にランクインした[41]。

### 2017年
- 1月14日より、AKB48卒業後初のドラマ出演となる『スーパーサラリーマン左江内氏』が放送開始[42]。
- 6月9日、副鼻腔炎の手術を受け、12日まで入院[43]。
- 6月22日より、NHK連続テレビ小説『ひよっこ』に出演。実際島崎が出演者オーディションに合格した際、彼女のために脚本を書き換えて役が追加されたという。

### 2018年
- 12月21日公開の映画『ニセコイ』に出演。

### 2019年
- 2月22日公開の映画『翔んで埼玉』に出演。

### 2020年
- 3月30日、YouTubeチャンネル「ぱるるーむ」を開設し、YouTuberデビューを果たす。
- 7月19日、マガジンハウス「GINZA」 GINZA web「見習いエディター、ぱるるが行く！ 」連載スタート。
- 9月23日、「水バラ」（テレビ東京系）「ローカル路線バスVS鉄道　乗り継ぎ対決旅5」に出演。

### 2021年
- 1月16日、テレビ朝日「題名のない音楽会」に出演。プロ奏者と共に7人編成のブリーズバンドでアルトサクソフォンを担当。サックス演奏をテレビで初披露。楽曲は「Make you happy」。
- 5月4日、「水バラ」（テレビ東京系）「ローカル路線バス乗り継ぎ対決旅 路線バスで鬼ごっこ6」に出演。

## 人物
愛称は、ぱるる。
「遥香」という名前には、遥か彼方までよい香りが広がるようにとの意味が込められている。島崎の愛称「ぱるる」は、AKB48元メンバーの米沢瑠美が命名した。
中学校時代の3年間は吹奏楽部に在籍し、アルトサックスおよびソプラノサックスを掛け持ち担当していた。このためサックスの演奏に長けている、他にフルート、トランペット、ピアノなども特技で書いてあるが、どちらもそんな上手ではない。フルート、トランペットは音階ほど、ピアノについても幼少期に習っていたが全然できないと語っている。なお、過去この記事内において、特技にサックス等の演奏と書かれていたことについて、「恥ずかしいから、消してほしい。」と語っている。
好きな食べ物としてメロンパン、寿司、母親が作る煮込みハンバーグ、かき氷をあげており、特にメロンパンはAKB48所属時に同じく好むSKE48（当時）の松井玲奈と『メロンパン同盟』を締結するほどだった。その後、メロンパンは「いろんな方から送られて、食べ過ぎてしまい飽きたので、何年も食べていない。」と公式YouTubeチャンネル「ぱるるーむ」の動画で述べているが、そのコメント欄において撮影の数日後に食べてしまったと書いている。嫌いな食べ物はレバー、セロリ、パクチー。
いつでもどこでも寝ることができる。インドア派であり、季節を問わず室内にいることを好み、理想のデートに関する質問に対しても「映画館など室内ですごしたい」と答えている。
仲の良い芸能人（AKB48グループ以外）は、広瀬すず、GENKING、森川葵、吉岡里帆などがいる。
好きなタイプの男性について、たばこを吸ったり、お酒を飲んだりすることはどっちでもいいと語っている。男性に対する「理想が高すぎる」と自己評価しており、「身長180cmくらいで肩幅があり、細すぎなくて、鼻がシュッとしていて、歯並びが良く、貯金があり、繊細過ぎない（自身が繊細であり、一緒にいて気分が落ち込むことがないよう）人」が好みで、「よく、つまんないイケメンはいるじゃないですか。そういう人は興味ない。面白い方がいいです」と語っている。
テンションが上がる場面としては「小さい子ども」「犬と触れ合ってること」「エレベーターに駆け込んでくる人が間に合わなかった時」を挙げている。エレベーターは「ギリギリで乗ってこようとする人を見つけると、ひたすら「閉めるボタン」を連打」し、「開けられてしまった時は『アァ…』なんか負けた敗北感」を感じると語っているが、本人の記憶にはないらしい。
親の仕事はペットトリマーである。10歳下の弟がおり、弟の名前は島崎自ら名付けた。

### AKB48
AKB48グループ内でとくに仲の良いメンバーは島田晴香、横山由依、松井玲奈、渡辺美優紀。このほか板野友美とも仲が良く、2013年正月には一緒に初詣に行った。また、指原莉乃にはつらい時に何度も励まされたことがあり、指原を「恩人」としている。
高校1年生の時にAKB48のオーディションを受け、きっかけはアイドルに詳しい同級生の誘いによるものである。AKB48については友人の影響で結成当時から知っており興味も持っていたものの、まさか自分がアイドルになれるとは考えていなかったため、合格の報を受けた際にはとても驚いた。加入するまで歌やダンスの経験はなかったため当初は慣れるのに苦労した。AKB48に入って一番苦労したことは学業との両立であったが、仕事で遅くなった日でも高校は絶対に休まないと決めていた。
握手会では、そっけない態度をとってしまい「塩対応」と言われていた。しかし、2013年6月に行われたイベントでは「握手会での対応を良くしていきたい」と語った。AKB48劇場支配人（役職は当時）の戸賀崎智信も「今日（取材は握手会の2013年6月15日）から、ぱるるが『減塩』対応で握手を始めたらしいですよ。つまり、笑顔で、塩対応じゃない」と、島崎の対応の変化について語っている。

## AKB48での参加楽曲

### シングル選抜楽曲
AKB48名義
- 「ポニーテールとシュシュ」に収録
  - 僕のYELL - 「シアターガールズ」名義
- 「ヘビーローテーション」に収録
  - 涙のシーソーゲーム - 「アンダーガールズ」名義
- 「チャンスの順番」に収録
  - フルーツ・スノウ - 「チーム研究生」名義
- 「桜の木になろう」に収録
  - 黄金センター - 「チーム研究生」名義
- 「Everyday、カチューシャ」に収録
  - ヤンキーソウル
  - アンチ - 「チーム研究生」名義
- 「フライングゲット」に収録
  - 青春と気づかないまま
- 「風は吹いている」に収録
  - 君の背中 - ｢アンダーガールズ」名義
  - 蕾たち - 「チーム4+研究生」名義
- 「上からマリコ」に収録
  - 走れ!ペンギン - 「チーム4」名義
- 「GIVE ME FIVE!」に収録
  - NEW SHIP - 「スペシャルガールズA」名義
- 真夏のSounds good !
  - ちょうだい、ダーリン!
- 「ギンガムチェック」に収録
  - なんてボヘミアン - 「アンダーガールズ」名義
- UZA
  - 正義の味方じゃないヒーロー - 「Team B」名義
- 永遠プレッシャー
  - とっておきクリスマス
- So long !
  - そこで犬のうんち踏んじゃうかね? - 「梅田TeamB」名義
- さよならクロール
  - ロマンス拳銃 - 「Team B」名義
  - ハステとワステ - 「BKA48」名義
- 恋するフォーチュンクッキー
  - 最後のドア
  - 涙のせいじゃない
- ハート・エレキ
  - Tiny T-shirt - 「Team B」名義
- 「鈴懸の木の道で「君の微笑みを夢に見る」と言ってしまったら僕たちの関係はどう変わってしまうのか、僕なりに何日か考えた上でのやや気恥ずかしい結論のようなもの」に収録
  - Mosh & Dive
  - Party is over
- 前しか向かねえ
- ラブラドール・レトリバー
  - 君は気まぐれ - 「Team A」名義
  - 今日までのメロディー
- 心のプラカード
  - 心のプラカード 1half
  - 教えてMommy
- 希望的リフレイン
  - 従順なSlave - 「Team A」名義
- Green Flash
  - マジすかFight
  - 春の光 近づいた夏
  - 履物と傘の物語
- 僕たちは戦わない
  - バレバレ節 - 「WONDA選抜」名義
  - 君の第二章
- ハロウィン・ナイト
  - 一歩目音頭
  - ヤンキーマシンガン
  - 群像
- 唇にBe My Baby
  - 365日の紙飛行機
  - やさしい place - 「Team A」名義
  - マドンナの選択 - 「れなっち総選挙選抜」名義
  - 背中言葉
- 君はメロディー
  - 混ざり合うもの - 「乃木坂AKB」名義
  - M.T.に捧ぐ - 「横山Team A」名義
- 翼はいらない
  - Set me free - 「Team A」名義
- LOVE TRIP/しあわせを分けなさい
  - 光の中へ - 「バイトAKBぱるる選抜」名義
- ハイテンション
  - Better

AKB48 チームサプライズ名義
重力シンパシー公演
- 重力シンパシー
- 水曜日のアリス
- 君のC/W
- 旅立ちのとき
- AKBフェスティバル
- キミが思ってるより…
- ハートのベクトル

バラの儀式公演
- 未来が目にしみる
- 初恋の鍵
- ときめきアンティーク
- バラの儀式
- 美しい狩り
- 哲学の森
- ほっぺ、ツネル

### アルバム選抜楽曲
- 『ここにいたこと』に収録
  - High school days - 「チーム研究生」名義
  - ここにいたこと - 「AKB48+SKE48+SDN48+NMB48」名義
- 『1830m』収録
  - ファースト・ラビット
  - 直角Sunshine - 「チーム4」名義
  - いつか見た海の底 - 「Up-and-coming girls」名義
  - やさしさの地図
  - 青空よ 寂しくないか? - 「AKB48+SKE48+NMB48+HKT48」名義
- サウンドトラック『Wreck-It Ralph』に収録
  - Sugar Rush
- 『次の足跡』に収録
  - After rain
  - ボーイハントの方法 教えます
  - 僕は頑張る
  - ぽんこつブルース
  - 動機
  - 悲しき近距離恋愛 - 「Team B」名義
- 『ここがロドスだ、ここで跳べ!』に収録
  - 愛の存在
  - Oh! Baby! - 「高橋Team A」名義
  - 友達でいられるなら
- 『0と1の間』に収録
  - トイプードルと君の物語
  - Clap - 「Team A」名義
- 『サムネイル』に収録
  - あの日の自分

### 未音源化曲
- 私に似てる（ニンテンドー3DS用ソフト『AKB48+Me』収録曲）
- 恋でもしよう（『WILLSELECTION』CMソング）

### 劇場公演ユニット曲
研究生「アイドルの夜明け」公演
- 片思いの対角線

チームB 4th Stage「アイドルの夜明け」
- 片思いの対角線

※仁藤萌乃のアンダー
研究生「恋愛禁止条例」公演
- ツンデレ!

チームA 5th Stage「恋愛禁止条例」
- スコールの間に（バックダンサー）
- 真夏のクリスマスローズ（バックダンサー）
- ツンデレ!※

※板野友美のアンダー
研究生「シアターの女神」公演
- キャンディー

チームB 5th Stage「シアターの女神」
- ロマンスかくれんぼ（前座ガール）
- キャンディー※

※佐藤亜美菜のアンダー
チームA 6th Stage「目撃者」
- ミニスカートの妖精（前座ガールズ）
- 腕を組んで※

※仲谷明香のアンダー
チームK 6th Stage「RESET」
- 檸檬の年頃（前座ガールズ）
- 逆転王子様※

※中塚智実のアンダー
チーム4 1st Stage「僕の太陽」
- アイドルなんて呼ばないで

梅田チームB ウェイティング公演
- 君のC/W （チームサプライズ 「重力シンパシー」公演、渡辺麻友のポジション）

チームA「恋愛禁止条例」公演
- ハート型ウイルス

チームA 7th Stage「M.T.に捧ぐ」
- リスケ

### その他の参加楽曲
「おじゃる丸シスターズ」名義
- 初恋は実らない

「Yui Yokoyama with friends (from AKB48)」名義
- 見えない空はいつでも青い（Not yet 5thシングル「ヒリヒリの花」Type-D収録）

「ニャーKB with ツチノコパンダ」名義
- アイドルはウーニャニャの件
  - 不幸中の幸い少女

「警視庁 ナシゴレン課」名義
- ナシゴレン道玄坂[64]

## 出演
太字は主演。

### 映画
- 劇場版 私立バカレア高校（2012年10月13日、ショウゲート） - 真行寺文恵 役
- 劇場版 ATARU THE FIRST LOVE & THE LAST KILL（2013年9月14日、東宝） - 水野流美 役
- 映画 妖怪ウォッチ 誕生の秘密だニャン!（2014年12月20日、東宝） - ユキッペ 役[65]（ゲスト声優として出演）
- 劇場霊（2015年11月21日、松竹） - 水樹沙羅 役
- ホーンテッド・キャンパス（2016年7月2日、松竹） - ヒロイン・灘こよみ 役[66]
- ニセコイ（2018年12月21日、東宝） - 橘万里花 役
- 翔んで埼玉（2019年2月22日、東映） - 菅原愛海 役[67]
- 凪の島（2022年8月19日、スールキートス） - 河野瑞樹 役[68]
- さかなのこ（2022年9月1日、東京テアトル） - ヒヨの恋人 役[69][70]
- ゆとりですがなにか インターナショナル（2023年10月13日、東宝） - 坂間ゆとり 役[71]

### テレビドラマ
- マジすか学園 最終話（2010年3月26日、テレビ東京） - 馬路須加女学園生徒 役
- マジすか学園2（2011年4月15日 - 7月1日、テレビ東京） - 寒ブリ 役
- 私立バカレア高校（2012年4月14日 - 6月30日、日本テレビ） - 真行寺文恵 役
- マジすか学園3（2012年7月13日 - 10月5日、テレビ東京） - パル 役
- ATARU スペシャル 〜ニューヨークからの挑戦状!!〜（2013年1月6日、TBS） - 水野流美 役
- So long ! 第3話（2013年2月13日、日本テレビ） - 橋本飛鳥 役
- WONDA×AKB48 ショートストーリー「フォーチュンクッキー」（2013年7月7日、フジテレビ） - 新谷三智子 役
- ほんとにあった怖い話 15周年スペシャル「誘いの森」（2014年8月16日、フジテレビ） - 住田葵 役
- マジすか学園4（2015年1月20日 - 3月31日、日本テレビ） - ソルト 役
- マジすか学園5 第1話・第2話（2015年8月25日、日本テレビ）[注 4] - ソルト 役
- ゆとりですがなにか（2016年4月17日 - 6月19日、日本テレビ） - 坂間ゆとり 役[74]
  - ゆとりですがなにか 純米吟醸純情編（2017年7月2日・7月9日、日本テレビ） - 坂間ゆとり 役[75]
- AKBラブナイト 恋工場 第33話「結婚の理由」（2016年8月25日、テレビ朝日） - 遥子 役[76]
- 警視庁 ナシゴレン課（2016年10月18日 - 12月20日、テレビ朝日） - 風早恭子[77]、村田幸子（第9話 ※一人二役）[78] 役
- キャバすか学園 第8話・第9話（2016年12月25日・2017年1月8日、日本テレビ） - ソルト / プランクトン 役[79]
- スーパーサラリーマン左江内氏（2017年1月14日 - 3月18日、日本テレビ） - 左江内はね子 役[42]
- 連続テレビ小説 ひよっこ（2017年6月22日 - 9月30日、NHK総合・NHK BSプレミアム） - 牧野由香 役[80][81]
- ブランケット・キャッツ（2017年6月23日 - 8月4日、NHK総合） - 水島楓 役 [82]
- 今からあなたを脅迫します（2017年10月15日 - 12月17日、日本テレビ） - 栃乙女 役[83]
- リピート〜運命を変える10か月〜（2018年1月11日 - 3月15日、日本テレビ） - 町田由子 役[84]
- 主婦カツ!（2018年10月7日 - 11月25日、NHK BSプレミアム） - 宮本華 役
- リーガルV〜元弁護士・小鳥遊翔子〜 第4話（2018年11月8日、テレビ朝日） - 峰島玲奈 役
- 今日から俺は!! 第5話（2018年11月11日、日本テレビ） - 竹の子族の女 役
- ひよっこ2（2019年3月25日 - 3月28日、NHK総合） - 牧野由香 役
- 東京二十三区女（2019年4月12日 - 5月17日、WOWOW） - 璃々子 役[85]
- 遊戯みたいにいかない。 第4話・第5話（2019年5月9日・16日、日本テレビ） - 西条つかさ 役[86]
- ハゲしわしわときどき恋（2020年1月2日、テレビ朝日） - 小日向うらら 役
- 駐在刑事 Season2 第3話（2020年2月7日、テレビ東京） - 西森江里子 役[87]
- 警視庁・捜査一課長 2020 最終話（2020年9月3日、テレビ朝日） - 松代成実 役[88]
- だから私はメイクする 第1話・最終話（2020年10月8日〈7日深夜〉・11月12日〈11日深夜〉、テレビ東京） - 錦織笑子 役[89]
- 4つの不思議なストーリー〜超常ミステリードラマSP（2020年12月26日、フジテレビ） - 髙木佳純 役
- 世にも奇妙な物語’21夏の特別編「三途の川アウトレットパーク」（2021年6月26日、フジテレビ） - 大原芽生 役[90]
- IP〜サイバー捜査班 第4話（2021年7月22日、テレビ朝日） - MAY（蘭堂明紗） 役[91][92]
- 演じ屋（2021年7月30日 - 9月3日、WOWOW） - 中里リサ 役[93]
- ハレ婚。（2022年1月16日 - 3月13日、朝日放送テレビ） - 前園小春 役[94][95][96]
- DCU 第8話（2022年3月13日、TBS） - 戸塚明美 役[97]
- 警視庁強行犯係 樋口顕 Season2 第4話（2022年8月5日、テレビ東京） - 藤沢芽衣 役[98]
- 私のシてくれないフェロモン彼氏（2022年11月16日 - 2023年1月18日、TBS） - 水川黎 役[99]
- ブラザー・トラップ 第2話（2023年2月1日、TBS） - 水川黎 役[100][101]
- もしも世界に『レンアイ』がなかったら（2025年8月1日 - 、CBCテレビ） - 乙葉 役[102]
- スティンガース 警視庁おとり捜査検証室 第5話（2025年8月19日、フジテレビ） - 楠木恵里奈 役[103]

### バラエティ
- 淳・ぱるるの○○バイト!（2015年4月15日 - 2016年3月23日、フジテレビ）[104] - 田村淳と初のMCで初の冠番組
- 痛快TV スカッとジャパン（2020年7月6日、フジテレビ） - 再現ドラマ 塩対応喫茶店店員 役
- あざとくて何が悪いの? 第3弾 再現ドラマ（2020年7月25日、テレビ朝日） - アズサ 役
- 題名のない音楽会 7人全員が主役のブリーズバンド（2021年1月16日、テレビ朝日系） - 出演 アルトサクソフォーン演奏

### CM
- AKB48の野望（2013年3月15日 - 28日、コーエーテクモゲームス）[105]
- WILLSELECTION「Disney Marie Collection」（2013年3月15日 - 、バーンデストジャパンリミテッド） - 菊地あやかと共演[106]。
- ミスタードーナツ 夏専用ポン・デ・リング 「夏の推しド」篇（2013年6月26日 - 8月、ダスキン） - マツコ・デラックスと共演[107]。
- データカードダス アイカツ!（2013年9月26日 - 、バンダイ） - スペシャルコラボパートナー[108]
- 平成26年度自衛官募集「陸海空自衛官募集」篇（2014年7月1日 - 、防衛省）[109]
- マルちゃん正麺塩味 「新しい塩」篇（2014年9月22日 - 、東洋水産） - 役所広司と共演[110]。
- バイトル「バイトAKB ぱるる選抜募集告知」篇（2015年11月18日 - 、ディップ）[34][35][111]
- ドリームジャンボ宝くじ・ドリームジャンボミニ1億円（みずほ銀行）[112]
  - 「侍・宝塚当たる」篇、「侍登場編・水曜から・公演当たる・発売中」篇（2017年5月4日 - ）[113]
  - 「サマージャンボ宝くじ『侍・夏祭り』編」（2017年7月12日 - ）[114]
  - 「ハロウィンジャンボ宝くじ『侍、ハロウィンで出会う』編」（2017年10月5日 - ）[115]
  - 「年末ジャンボ宝くじ『侍・忘年会』編」（2017年11月21日 - ）[116]
  - 「バレンタインジャンボ宝くじ『侍のバレンタインデート』編」（2018年1月25日 - ）[117]
- ブラスト!:ミュージック・オブ・ディズニー（2017年、フジテレビジョン） - 応援サポーター[112][118]
- ビットコイン取引サービス WebCM「はじめないと、はじまらないぞ。」（2024年7月1日 - 、メルカリ）[119]

### ネット配信
- ぱるてぃな!!（2013年3月22日 - 4月21日、NET ViVi・ViVi公式YouTube）[120]
- マジすか学園5（2015年8月25日 - 10月27日、Hulu）[注 4] - ソルト 役
- AKBホラーナイト アドレナリンの夜 第24話「オルゴール」（2015年12月24日、ビデオパス・テレ朝動画） - 麻里子 役[121]
- 警視庁 ナシゴレン課 番外編『恋のアルマジロ』（2016年10月18日 - 12月20日、ビデオパス・テレ朝動画） - 風早恭子 役
- 会社は学校じゃねぇんだよ（2018年4月21日 - 6月9日、AbemaTV） - 美紀 役[122]
- 黙食女子（2021年12月3日 - 2022年1月14日、ひかりTV） - 中西千佳 役[123]
- 30までにとうるさくて 第1話 - 第4話（2022年1月13日 - 2月3日、ABEMA） - 相田ゆうき 役[124]
- 私たち結婚しました3（2022年6月3日 - 8月5日、ABEMA SPECIAL）[125]
- 育業を、はじめるとき。〜大事な時間の過ごし方〜（2023年12月4日、YouTubeこどもスマイルムーブメント・YouTube吉本興業チャンネル） - 田村ちひろ 役[126][127]

### 舞台
- 舞台 漫画みたいにいかない。（2018年4月5日 - 7日、かつしかシンフォニーヒルズ モーツァルトホール） - 西城つかさ 役[128]
- 舞台『政見放送』（2022年2月17日 - 20日、渋谷区文化総合センター大和田 伝承ホール）[129]
- 新ハムレット〜太宰治、シェイクスピアを乗っとる!?〜（2023年6月6日 - 25日、PARCO劇場 / 7月6日、久留米シティプラザ ザ・グランドホール / 7月9日、森ノ宮ピロティホール ） - オフヰリヤ 役[130]

### ラジオ
- AKB48 今夜は帰らない…（2011年5月2日 - 2013年9月23日、CBCラジオ） - 6代目MC
- リッスン? 2-3（2016年2月度、文化放送）
- 島崎遥香のぱるラジ!（2016年9月27日 - 2018年4月1日、文化放送）[131]
- 岡田惠和 今宵、ロックバーで〜ドラマな人々の音楽談義〜 第269回（2018年3月31日、NHK-FM）[132]
- FMシアター ラジオドラマ「プリズン・コーラス」（2020年12月5日、NHK-FM）[133]

### 広報
- Vanilla Birthday（ヴァニラバースデー）（2013年10月 - 2014年） - イメージモデル[134]
- MIRROR（2020年 - 、emy products） - クリエイティブディレクター[135]
- 島崎遥香 × groundsコラボレーション イメージビジュアル（2020年10月 - 、FOOLS）[136]

### イベント
- Girls Summer Festival by GirlsAward（2016年7月29日、国立代々木競技場第二体育館）[137]
- ROPPONGI HALLOWEEN“JUMBO”（2017年10月22日、六本木エリア） - PARADE CAST[138]
- 伊勢原観光道灌まつり 北条政子日向薬師参詣行列（2022年10月1日 - 2日、伊勢原駅・桜台） - 北条政子 役[139][140]
- KANSAI COLLECTION（京セラドーム大阪）
  - 2023 AUTUMN & WINTER（2023年8月6日）[141]
  - 2024 SPRING & SUMMER（2024年3月20日）[142]
  - 2024 AUTUMN & WINTER（2024年8月1日）[143]

## 書籍

### 著書
- ぱるるのおひとりさま論（2024年3月21日、大和書房） ISBN 978-4-47-939423-5[144]

### 写真集
- ぱるる、困る。（2013年7月19日、集英社、撮影：中山雅文） ISBN 978-4-08-780688-5
- フォトブック『ParU』[注 5]（2015年11月20日、主婦と生活社） ISBN 978-4-391-14779-7[145]

### 雑誌連載
- Myojo（2014年1月 - 2017年8月、集英社） - 「ぱるる、充電中」連載。
- SEDA（2014年9月号 - 2015年8月号、日之出出版） - 「ぱるる服装学院」連載。

### カレンダー
- 島崎遥香 2012年カレンダー（2011年11月19日、ハゴロモ）
- 卓上 島崎遥香 2013年カレンダー（2012年12月7日、ハゴロモ）
- 壁掛 島崎遥香 2014年カレンダー（2013年12月6日、ハゴロモ）
- 卓上 島崎遥香 2014年カレンダー（2013年12月6日、ハゴロモ）
- 壁掛 島崎遥香 2015年カレンダー（2014年12月13日、ハゴロモ）
- クリアファイル付 卓上 島崎遥香 2015年カレンダー（2014年12月13日、ハゴロモ）
- 島崎遥香日めくりカレンダー　2018 1月　ぱるる、笑う。（2017年12月、Shimazaki Haruka Official Site）[注 6]
- 島崎遥香日めくりカレンダー　2018 2月　ぱるる、惚ける。（2018年1月、Shimazaki Haruka Official Site）[注 6]
- 島崎遥香日めくりカレンダー　2018 3月　ぱるる、おねだり。（2018年2月、Shimazaki Haruka Official Site）[注 6]
- 島崎遥香日めくりカレンダー　2018 4月　ぱるる、見つめる。（2018年3月、Shimazaki Haruka Official Site）[注 6]